# Brassaiopsis nhatrangensis
Brassaiopsis nhatrangensis är en araliaväxtart som först beskrevs av Bui, och fick sitt nu gällande namn av Jun Wen och Lowry. Brassaiopsis nhatrangensis ingår i släktet Brassaiopsis och familjen Araliaceae. Inga underarter finns listade.